# Bahnstrecke Kilafors–Söderhamn–Stugsund–Åänge
| Bahnhof Kilafors |                                                                                          |                                                      |                                                      |
| Streckenlänge: | 51,4 km                                                                                  |                                                      |                                                      |
| Spurweite: | 1435 mm (Normalspur)                                                                     |                                                      |                                                      |
| Stromsystem: | Kilafors–Söderhamn 15 kV, 16,7 Hz ~                                                      |                                                      |                                                      |
| Streckengeschwindigkeit: | Bandel 242 (Kilafors)–(Söderhamns västra): 140 km/h Bandel 236 Stugsund–(Åänge): 40 km/h |                                                      |                                                      |
| |                                                                                          |                                                      |                                                      |
| \| \| \| Norra Stambanan von Ockelbo \| \| \| \| 300,207 \| Kilafors \| Kilafors \| \| \| \| Norra Stambanan nach Bollnäs \| \| \| \| 304,60 \| Hullsta \| Hullsta \| \| \| 306,20 \| Mårdnäs \| Mårdnäs \| \| \| \| Ljusnan \| \| \| \| 306,90 \| Landafors \| Landafors \| \| \| 311,80 \| Mobodarne (Wiederinbetriebnahme 2016 geplant[2]) \| Mobodarne (Wiederinbetriebnahme 2016 geplant[2]) \| \| \| 316,40 \| Österbacken \| Österbacken \| \| \| 318,10 \| Bergvik \| Bergvik \| \| \| 1,00 \| Vansäter \| Vansäter \| \| \| \| \| \| \| \| 00,00 320,905 \| Marmaverken (bis 1921 Myssje, früher Bhf) \| Marmaverken (bis 1921 Myssje, früher Bhf) \| \| \| 324,20 \| Kinstaby \| Kinstaby \| \| \| 326,10 \| Söderala \| Söderala \| \| \| 328,60 \| Ina \| Ina \| \| \| 330,00 \| Bahnstrecke Stockholm–Sundsvall von Sundsvall und \| Bahnstrecke Stockholm–Sundsvall von Sundsvall und \| \| \| \| Abzw. Gunnarbo (im Bau) \| \| \| \| 331,50 0,00 \| Abzw. Söderhamn (seit 1997) \| Abzw. Söderhamn (seit 1997) \| \| \| \| Bahnstrecke Stockholm–Sundsvall nach Åänge \| \| \| \| 3,60 \| Granskär \| Granskär \| \| \| 333,108 \| Söderhamn västra (bis 1997) \| Söderhamn västra (bis 1997) \| \| \| 335,20 197,80 \| Söderhamn C \| Söderhamn C \| \| \| 195,200 \| Stugsund (früher auch Lastpladsen Söderhamn) \| Stugsund (früher auch Lastpladsen Söderhamn) \| \| \| 194,10 \| Grundvik \| Grundvik \| \| \| 190,90 \| Långrör \| Långrör \| \| \| 189,966 \| Sandarne \| Sandarne \| \| \| \| zum Flugplatz Söderhamn \| \| \| \| \| Hafen Sandarne (ehemals Marma-Sandarne Järnväg) \| \| \| \| 189,30 \| Östanbo \| Östanbo \| \| \| 186,20 \| Skallgårdssund \| Skallgårdssund \| \| \| 183,137 \| Ljusne bruk (früher Ljusne, früher Bhf) \| Ljusne bruk (früher Ljusne, früher Bhf) \| \| \| \| Hafenanschluss Ljusne \| \| \| \| \| Bahnstrecke Stockholm–Sundsvall von Söderhamn västra \| \| \| \| 181,360 \| Åänge \| Åänge \| \| \| \| Bahnstrecke Stockholm–Sundsvall nach Gävle \| \| \| \| \| \| \| \| Quellen: [3] \| \| \| \| |                                                                                          |                                                      |                                                      |
| Strecke |                                                                                          | Norra Stambanan von Ockelbo                          | Norra Stambanan von Ockelbo                          |
| Bahnhof | 300,207                                                                                  | Kilafors                                             | Kilafors                                             |
| Abzweig geradeaus und nach links |                                                                                          | Norra Stambanan nach Bollnäs                         | Norra Stambanan nach Bollnäs                         |
| ehemaliger Haltepunkt / Haltestelle | 304,60                                                                                   | Hullsta                                              | Hullsta                                              |
| ehemaliger Haltepunkt / Haltestelle | 306,20                                                                                   | Mårdnäs                                              | Mårdnäs                                              |
| Brücke über Wasserlauf |                                                                                          | Ljusnan                                              | Ljusnan                                              |
| ehemaliger Bahnhof | 306,90                                                                                   | Landafors                                            | Landafors                                            |
| ehemaliger Bahnhof | 311,80                                                                                   | Mobodarne (Wiederinbetriebnahme 2016 geplant)        | Mobodarne (Wiederinbetriebnahme 2016 geplant)        |
| ehemaliger Haltepunkt / Haltestelle | 316,40                                                                                   | Österbacken                                          | Österbacken                                          |
| ehemaliger Bahnhof | 318,10                                                                                   | Bergvik                                              | Bergvik                                              |
| Betriebsstelle Streckenanfang (Strecke außer Betrieb) · Strecke | 1,00                                                                                     | Vansäter                                             | Vansäter                                             |
| Strecke nach links (außer Betrieb) · Abzweig geradeaus und ehemals von rechts |                                                                                          |                                                      |                                                      |
| Blockstelle | 00,00 320,905                                                                            | Marmaverken (bis 1921 Myssje, früher Bhf)            | Marmaverken (bis 1921 Myssje, früher Bhf)            |
| ehemaliger Bahnhof | 324,20                                                                                   | Kinstaby                                             | Kinstaby                                             |
| ehemaliger Bahnhof | 326,10                                                                                   | Söderala                                             | Söderala                                             |
| ehemaliger Haltepunkt / Haltestelle | 328,60                                                                                   | Ina                                                  | Ina                                                  |
| Abzweig geradeaus, ehemals nach links und von links | 330,00                                                                                   | Bahnstrecke Stockholm–Sundsvall von Sundsvall und    | Bahnstrecke Stockholm–Sundsvall von Sundsvall und    |
| Strecke |                                                                                          | Abzw. Gunnarbo (im Bau)                              | Abzw. Gunnarbo (im Bau)                              |
| ehemalige Blockstelle | 331,50 0,00                                                                              | Abzw. Söderhamn (seit 1997)                          | Abzw. Söderhamn (seit 1997)                          |
| Abzweig ehemals geradeaus, nach rechts und ehemals nach links · Strecke von rechts (außer Betrieb) |                                                                                          | Bahnstrecke Stockholm–Sundsvall nach Åänge           | Bahnstrecke Stockholm–Sundsvall nach Åänge           |
| Strecke (außer Betrieb) · Betriebsstelle Streckenende (Strecke außer Betrieb) | 3,60                                                                                     | Granskär                                             | Granskär                                             |
| Bahnhof (Strecke außer Betrieb) | 333,108                                                                                  | Söderhamn västra (bis 1997)                          | Söderhamn västra (bis 1997)                          |
| Bahnhof (Strecke außer Betrieb) | 335,20 197,80                                                                            | Söderhamn C                                          | Söderhamn C                                          |
| Betriebsstelle Strecke bis hier außer Betrieb | 195,200                                                                                  | Stugsund (früher auch Lastpladsen Söderhamn)         | Stugsund (früher auch Lastpladsen Söderhamn)         |
| ehemaliger Haltepunkt / Haltestelle | 194,10                                                                                   | Grundvik                                             | Grundvik                                             |
| ehemaliger Haltepunkt / Haltestelle | 190,90                                                                                   | Långrör                                              | Långrör                                              |
| Blockstelle | 189,966                                                                                  | Sandarne                                             | Sandarne                                             |
| Abzweig geradeaus und nach rechts |                                                                                          | zum Flugplatz Söderhamn                              | zum Flugplatz Söderhamn                              |
| Kreuzung geradeaus unten |                                                                                          | Hafen Sandarne (ehemals Marma-Sandarne Järnväg)      | Hafen Sandarne (ehemals Marma-Sandarne Järnväg)      |
| ehemaliger Haltepunkt / Haltestelle | 189,30                                                                                   | Östanbo                                              | Östanbo                                              |
| ehemaliger Haltepunkt / Haltestelle | 186,20                                                                                   | Skallgårdssund                                       | Skallgårdssund                                       |
| Blockstelle | 183,137                                                                                  | Ljusne bruk (früher Ljusne, früher Bhf)              | Ljusne bruk (früher Ljusne, früher Bhf)              |
| Abzweig geradeaus und nach links |                                                                                          | Hafenanschluss Ljusne                                | Hafenanschluss Ljusne                                |
| Abzweig geradeaus und von rechts |                                                                                          | Bahnstrecke Stockholm–Sundsvall von Söderhamn västra | Bahnstrecke Stockholm–Sundsvall von Söderhamn västra |
| Blockstelle | 181,360                                                                                  | Åänge                                                | Åänge                                                |
| Strecke |                                                                                          | Bahnstrecke Stockholm–Sundsvall nach Gävle           | Bahnstrecke Stockholm–Sundsvall nach Gävle           |
| |                                                                                          |                                                      |                                                      |
| Quellen: |                                                                                          |                                                      |                                                      |

Die Bahnstrecke Kilafors–Söderhamn–Stugsund–Åänge ist eine normalspurige Bahnstrecke in Schweden. Die beiden Teile der heutigen Bahnstrecke wurden in einem Abstand von über einem halben Jahrhundert erbaut.

## Vorgeschichte
Die Küstenstadt Söderhamn erlebte Mitte des 19. Jahrhunderts einen wirtschaftlichen Aufschwung durch die Holzindustrie. Ein durchgehender Bahnanschluss an das schwedische Schienennetz erfolgte aber erst 1926 mit der Ostkustbanan.
Allerdings erreichten die Schienen bereits 1861 die Stadt. Zu diesem Zeitpunkt wurde die Bahnstrecke Söderhamn–Bergvik mit der Spurweite 1271 mm in Betrieb genommen. Diese bildete wie die ein Jahr zuvor mit der gleichen Spurweite eröffnete Bahnstrecke Hudiksvall–Forsa einen Inselbetrieb. Die Strecke war eine Teilstrecke der Verbindung nach Bollnäs, dem Kommunikationsleden Söderhamn–Bollnäs. Zwischen Bollnäs und Bergvik wurden Personen und Güter mit dem Dampfschiff befördert, dazwischen lag eine zwei Kilometer lange Pferdebahn mit 891 mm Spurweite, mit der die Stromschnellen des Ljusnan bei Landa umgangen wurden. Auf einem Teil der ehemaligen Pferdebahn verkehrt heute eine Museumsbahn – die Landabanan – mit einer Spurweite von 600 mm.
Als die Norra stambanan 1878 Bollnäs erreichte, wurde eine Anschlussbahn von Kilafors nach Kilafors nedre gebaut. Damit verkürzte sich die Strecke und es musste nur noch der See Bergviken zwischen Bergvik und Kilafors nedre mit dem Schiff überquert werden.

## Staatsbahn Kilafors–Söderhamn–Stugsund
1885 übernahmen SJ die schmalspurige Bahnstrecke Söderhamn–Bergvik und bauten diese in eine normalspurige Strecke zwischen Kilafors und Söderhamn um. Der Abschnitt zwischen Kilafors und Bergvik wurde Ende 1885 eröffnet. Zwischen Bergvik und Söderhamn wurde das alte Streckenplanum verwendet. Zudem wurde die Bahn um vier Kilometer bis zum Hafen in Stugsund verlängert. Die gesamte Strecke wurde im Mai 1886 eröffnet.

## Ostküstenbahn
Nachdem die Ostkustbana (OKB) 1916 den Abschnitt zwischen dem Bahnhof Söderhamn und Stugsund gekauft hatte, fand die Strecke erst am 2. Dezember 1923 ihre Fortsetzung. Damals eröffnete die Ostkustbana den Streckenabschnitt zwischen Stugsund und Ljusne. Dabei wurde Ljusneverken mit einem Anschlussgleis erschlossen, in Sandarne entstand ein weiterer Anschluss zur Marma–Sandarne Järnväg (MaSJ).
Die Betriebsführung auf dem vom übrigen OKB-Netz getrennten Teilstück übernahmen die SJ, erst drei Jahre später mit der Eröffnung der Gesamtstrecke Härnösand–Gävle ging der Betrieb auf die Eigentümergesellschaft über. Zwischen dem damaligen Bahnhof Söderhamn västra und Stugsund verkehrten die Züge der SJ und der OKB parallel – beide Gesellschaften hatten ihre eigenen Gleise.

## Staatsbahn Kilafors–Söderhamn–Stugsund–Åänge
Wegen zunehmender Verluste übernahmen die SJ am 1. August 1933 die Ostküstenbahn – damit war die gesamte Strecke im Besitz der SJ.
1953 wurde der Streckenabschnitt Kilafors–Söderhamn zusammen mit der Strecke Söderhamn–Gävle auf elektrischen Betrieb umgestellt. 1971 erfolgte die Einstellung des Personenverkehrs auf dem Abschnitt Kilafors–Söderhamn. Der Güterverkehr auf dem Abschnitt war sehr gering, jedoch diente er als Entlastungs- und Umleitungsstrecke zwischen Norra Stambanan und Ostkustbanan (Sundsvall–Gävle).
Im Sommer 1997 wurde die neue Linienführung der Ostkustbanan in Betrieb genommen, die an Söderhamn vorbeiführt. Seither mündet die Strecke von Kilafors im neu angelegten Bahnhof Söderhamns västra. Die alte Strecke wurde bis Stugsund teilweise abgebaut. Es liegen aber noch Gleisreste zwischen dem ehemaligen Bahnhof Söderhamn västra über Söderhamn bis zum ehemaligen Bahnbetriebswerk, die keine Verbindung mehr zum übrigen Netz haben.
Zwischen Kilafors und Söderhamns Västra bestand bisher nur Einzelwagenverkehr auf dem Abschnitt Marmaverken–Söderhamn. Auch auf dem Streckenteil Stugsund–Åänge werden nur Einzelwagen befördert. Der Betrieb wird von Green Cargo mit Diesellokomotiven der Baureihe T44 durchgeführt.

## Zukunftsaussichten

### Kilafors–Söderhamn
Nach Fertigstellung der neuen Botniabanan Västeraspby–Umeå und der Sanierung der Ådalsbana Sundsvall–Västeraspby wird der Güterverkehr auf der Ostküstenbahn weiter zunehmen. Der Streckenabschnitt zwischen Söderhamn und Gävle ist zudem mit schnellfahrendem Personenverkehr belegt. In Hinblick auf eine zukünftige Entlastung der Strecken südlich von Söderhamn wird seit 2010 der Streckenteil Kilafors–Marmaverken, der mehrere Jahre ohne planmäßigen Zugverkehr war, ausgebaut. Dazu wird die Strecke komplett erneuert, der ehemalige Bahnhof Mobodarne in einen modernen Kreuzungsbahnhof ausgebaut, mehrere niveaugleiche Bahnübergänge geschlossen und eine direkte Verbindung in Söderhamn unter Umgehung des Bahnhofes in nördlicher Richtung nach Sundsvall errichtet. Bis 2011 sollten 650 Millionen SEK investiert werden, um zukünftig etwa 20 Güterzüge täglich in beiden Richtungen fahren lassen zu können. Der Abschnitt Kilafors–Marmaverken sollte im November 2016 wiedereröffnet werden. Dieser Termin hat sich auf Dezember 2018[veraltet] verschoben. Für die Zukunft ist die Rekonstruktion des Abschnitts Marmaverken–Söderhamn geplant.

### Stugsund–Sandarne
Im Oktober 2013 schlug Trafikverket vor, die Instandhaltung der Strecke zwischen Stugsund und Sandarne einzustellen. Nach Zustimmung der Behörden zu wurde die Unterhaltung ab Dezember 2014 eingestellt. Damit besteht die Strecke noch drei Jahre weiter, ohne dass sie befahren werden darf. Nach diesen drei Jahren wird der Streckenabschnitt, wenn kein Bedarf mehr besteht, endgültig stillgelegt.